# Modèle mixte
 (septembre 2015).
Si vous disposez d'ouvrages ou d'articles de référence ou si vous connaissez des sites web de qualité traitant du thème abordé ici, merci de compléter l'article en donnant les références utiles à sa vérifiabilité et en les liant à la section « Notes et références ».
Un modèle mixte est un modèle statistique qui comporte à la fois des effets fixes et des effets aléatoires. Ce type de modèle est utile dans une grande variété de domaines, tels que la physique, la biologie ou encore les sciences sociales. Les modèles mixtes sont particulièrement utiles dans les situations où des mesures répétées sont effectuées sur les mêmes variables (étude longitudinale). Ils sont souvent préférés à d'autres approches telle que rANOVA, dans la mesure où ils peuvent être utilisés dans le cas où le jeu de données présente des valeurs manquantes.

## Historique
La notion de modèle à effets aléatoires fut introduite par Ronald Fisher, dans son étude des corrélations entre traits de caractère entre parents.

## Définition
En notation matricielle, un modèle mixte peut être représenté comme suit : 
{\displaystyle {\boldsymbol {y}}=X{\boldsymbol {\beta }}+Z{\boldsymbol {u}}+{\boldsymbol {\epsilon }}}
avec
- {\displaystyle {\boldsymbol {y}}} un vecteur connu d'observations, de moyenne {\displaystyle E({\boldsymbol {y}})=X{\boldsymbol {\beta }}};
- {\displaystyle {\boldsymbol {\beta }}} un vecteur inconnu d'effets fixes;
- {\displaystyle {\boldsymbol {u}}} un vecteur inconnu d'effets aléatoires, de moyenne {\displaystyle E({\boldsymbol {u}})={\boldsymbol {0}}}  et ayant pour matrice de variance-covariance {\displaystyle \operatorname {var} ({\boldsymbol {u}})=G};
- {\displaystyle {\boldsymbol {\epsilon }}} un vecteur inconnu d'erreur aléatoires, de moyenne {\displaystyle E({\boldsymbol {\epsilon }})={\boldsymbol {0}}} et de variance {\displaystyle \operatorname {var} ({\boldsymbol {\epsilon }})=R};
- {\displaystyle X} et {\displaystyle Z} des matrices liant les observations {\displaystyle {\boldsymbol {y}}} à {\displaystyle {\boldsymbol {\beta }}} et {\displaystyle {\boldsymbol {u}}}, respectivement.